# Liste der Monuments historiques in Sormonne
Die Liste der Monuments historiques in Sormonne führt die Monuments historiques in der französischen Gemeinde Sormonne auf.

## Liste der Objekte
| Bezeichnung                   | Beschreibung | Standort                              | Kennzeichnung | Schutzstatus | Datum | Bild |
| ----------------------------- | --- | ------------------------------------- | ------------- | ------------ | ----- | ---- |
| Hauptaltar                    | Altartisch und Baldachin; Marmor, Holz, vergoldet, bezeichnet 1742                                                                             | in der Kirche St-Jean-Baptiste (Lage) | PM08000549    | Classé       | 1973  |      |
| Johannes-der-Täufer-Altar     | linker Seitenaltar; Altartisch, Retabel und Gemälde Enthauptung des Täufers; Holz, farbig gefasst, sowie Ölfarbe auf Leinwand, 18. Jahrhundert | in der Kirche St-Jean-Baptiste (Lage) | PM08000547    | Classé       | 1973  |      |
| Wandvertäfelung des Chorraums | Holz, bemalt, 18. Jahrhundert | in der Kirche St-Jean-Baptiste (Lage) | PM08000548    | Classé       | 1973  |      |
| Taufbecken                    | Kalkstein, bemalt, 16. Jahrhundert | in der Kirche St-Jean-Baptiste (Lage) | PM08000764    | Inscrit      | 1972  |      |
| Kanzel                        | mit Tafelbildern der vier Evangelisten; Holz, 18. Jahrhundert                                                                                  | in der Kirche St-Jean-Baptiste (Lage) | PM08000545    | Classé       | 1973  |      |
| Marienaltar                   | rechter Seitenaltar; Altartisch, Retabel und Gemälde Mariä Verkündigung; Holz, farbig gefasst, sowie Ölfarbe auf Leinwand, 18. Jahrhundert     | in der Kirche St-Jean-Baptiste (Lage) | PM08000546    | Classé       | 1973  |      |
| Kruzifix                      | Holz, farbig gefasst,16. Jahrhundert | in der Kirche St-Jean-Baptiste (Lage) | PM08000765    | Inscrit      | 1972  |      |